# Apogonia aenea
Apogonia aenea är en skalbaggsart som beskrevs av Moser 1917. Apogonia aenea ingår i släktet Apogonia och familjen Melolonthidae. Inga underarter finns listade i Catalogue of Life.